# E422 (trasa europejska)
E422 – trasa europejska biegnąca przez Niemcy. Zaliczana do tras kategorii B droga łączy Trewir z Saarbrücken. Jej długość wynosi 95 km.